# Exechodontes daidaleus
Exechodontes daidaleus, es una especie de pez actinopeterigio marino, la única del género monotípico Exechodontes de la familia de los zoárcidos.

## Morfología
Con la forma muy alargada típica de la familia, se ha descrito una longitud máxima de 10 cm.

## Distribución y hábitat
Se distribuye por costas del oeste del océano Atlántico, desde Florida, Cuba, Louisiana y por el Golfo de México. Son peces de mares profundos, de comportamiento batipelágico y demersal, que habitan a una profundidad entre 219 m y 1004 m. Habitual y conocido a lo largo de la plataforma continental, vive sobre fondo duro bajo la "corriente de Florida" así como en fondos fangosos con sustrato duro aislado en el Golfo de México.